# تحطم طائرة سلاح الجو الفلبيني سي-130
في 4 يوليو 2021، تحطمت طائرة من طراز لوكهيد سي-130 هيركوليز تابعة للقوات الجوية الفلبينية في سولو بالفلبين. مما أدى إلى مقتل ما لا يقل عن 50 شخصًا، من بينهم 47 شخصًا على متن الطائرة و3 على الأرض، يُعدُّ الحادث أحد أكثر حوادث الطيران فتكًا في تاريخ الجيش الفلبيني.

## الطائرة

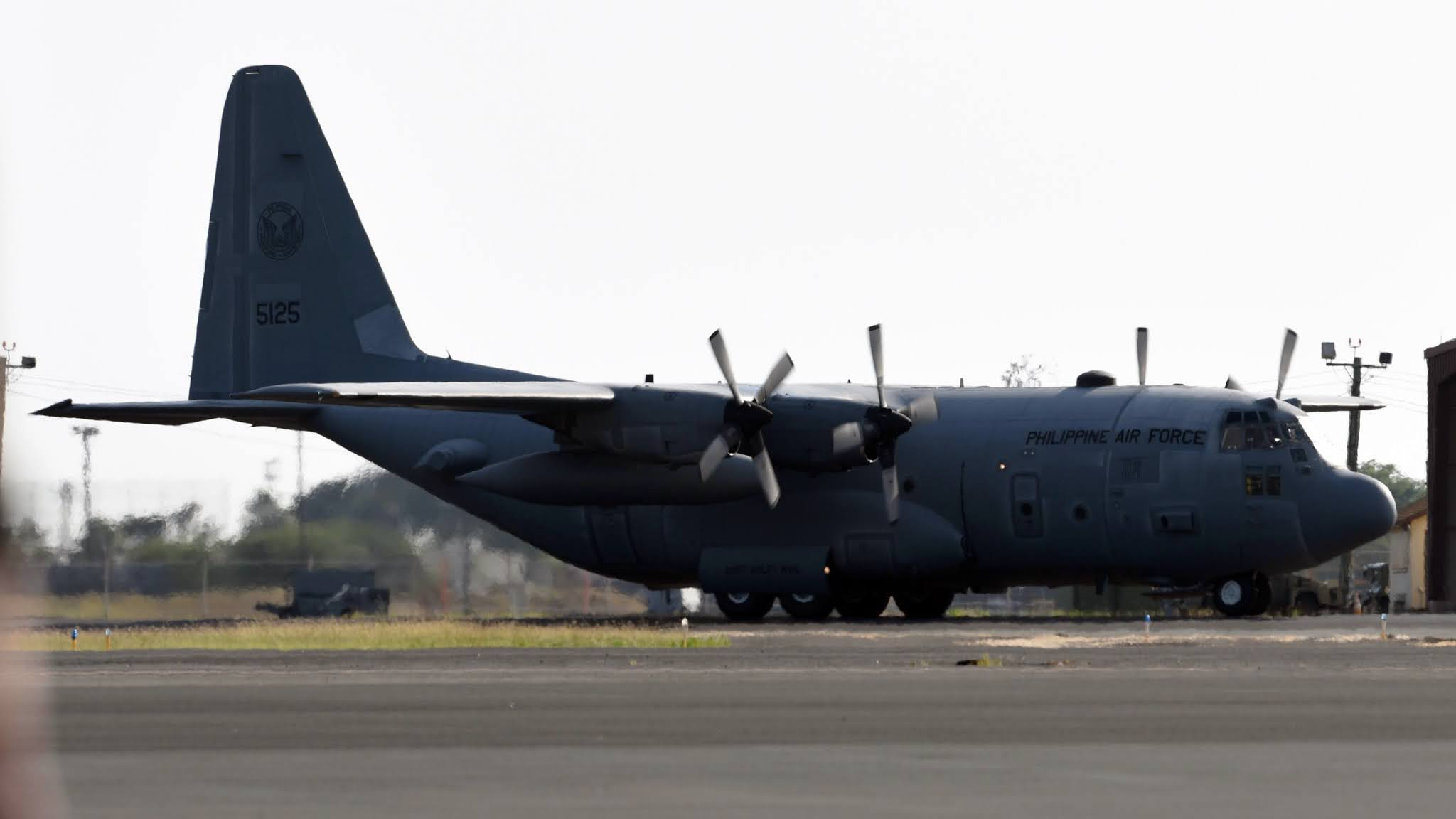
5125، لوكهيد سي-130 هيركوليز المشاركة في الحادث، التقطت الصورة في 15 يناير 2021، في قاعدة بيرل هاربور-هيكام المشتركة أثناء التسليم من القوات الجوية الأمريكية إلى القوات الجوية الفلبينية

الطائرة المتسببة في الحادث هي منطراز لوكهيد سي-130 هيركوليز برقم الذيل 5125. كانت طائرة تابعة لسلاح الجو الأمريكي سابقًا، وقد حصلت عليها القوات الجوية الباكستانية من خلال منحة من وكالة التعاون الأمني الدفاعي التابعة لحكومة الولايات المتحدة في يناير 2021.

## الحادثة
في 4 يوليو 2021، أقلعت الطائرة من قاعدة فيلامور الجوية في باساي وتوجهت إلى مطار لومبيا في كاجايان دو آورو، ومن كاجايان دو آورو، نقلت الطائرة الأفراد إلى جولو في سولو. في الساعة 11:30 (التوقيت العالمي المنسق +8)، تحطمت الطائرة أثناء محاولتها الهبوط في مطار جولو. تجاوزت الطائرة المدرج، وتحطمت في منطقة قليلة السكان في بلدة باتيكول القريبة، واشتعلت فيها النيران عند تحطمها.
وكان عدد الركاب وقت وقوع الحادث 96 راكبا، بما في ذلك 3 طيارين و5 من أفراد الطاقم الآخرين و84 من أفراد الجيش الفلبيني، منهم 50 فردًا من وحدة تدريب فرقة المشاة الرابعة في مالايبالاي، بوكيدنون، كما كان على متنها خمس عربات عسكرية. قتل 47 راكبا على متنها و3 مدنيين على الأرض، وأصيب 49 راكبا على متنها و4 مدنيين على الأرض من الحادث. يعد هذا الحادث أحد أخطر حوادث الطيران العسكري في تاريخ الفلبين.
استبعد الجيش احتمال أن يكون سبب تحطم الطائرة هجوم على الطائرة.

## الاستجابة
أجرت قوة المهام المشتركة سولو (JTF سولو) التابعة للجيش الفلبيني عملية بحث وإنقاذ لانتشال جثث القتلى بالإضافة إلى تقديم المساعدة للناجين. كما جرى توجيه المكتب الإقليمي للشرطة الوطنية الفلبينية لمنطقة بانجسامورو ذاتية الحكم (PRO BAR) لتقديم المساعدة للجيش والمدنيين المتضررين على الأرض فيما يتعلق بالحادث. كما تعهدت سفارة الولايات المتحدة في مانيلا بتقديم الدعم الطبي للناجين من الحادث.